# Агуарико (кантон)
Агуарико (исп. Cantón Aguarico) — один из 4 кантонов эквадорской провинции Орельяна. Площадь составляет 11 358 км². Население на 2001 год — 4658 человек. Административный центр — город Нуэво-Рокафуэрте.
Граничит с кантоном Франсиско-де-Орельяна (на западе), провинциями Сукумбиос (на севере) и Пастаса (на юге), а также с Перу (на востоке). На территории Агуарико расположены часть заповедника Куябено и часть национального парка Ясуни.